# Simboli della Scienza sacra
Simboli della scienza sacra (Symboles de la Science Sacrée) è un'opera postuma del 1962 di René Guénon, uno dei più influenti filosofi e studiosi del tradizionalismo integrale del XX secolo. Il libro raccoglie una serie di saggi e articoli pubblicati da Guénon nel corso della sua vita e incentrati sull'interpretazione simbolica delle tradizioni sacre, cercando di recuperare e spiegare i simboli esoterici e i loro significati nascosti attraverso una visione metafisica e universale.
Il saggio fu pubblicato postumo nel 1962 dalla casa editrice Éditions Gallimard, curato da alcuni dei suoi discepoli e studiosi.

## Contesto storico
René Guénon (1886-1951) è considerato una delle figure più importanti del pensiero tradizionalista. Egli si dedicò a criticare il mondo moderno e le sue deviazioni dalla Tradizione, ossia quell'insieme di conoscenze esoteriche e sapienziali che hanno formato il cuore delle culture tradizionali. Guénon riteneva che la modernità fosse un'epoca di decadenza spirituale, che si sarebbe dovuta superare riscoprendo i principi universali alla base delle civiltà antiche. Simboli della Scienza Sacra si inserisce in questo contesto come un'opera che tenta di riportare alla luce queste verità universali attraverso l'analisi dei simboli sacri.

## Contenuti
L'opera si focalizza sull'analisi di numerosi simboli provenienti da tradizioni diverse, tra cui quella cristiana, induista, islamica, massonica, egizia e altre ancora. Guénon non si limita a esporre questi simboli, ma ne mostra il significato universale e metafisico, cercando di dimostrare come tutte le tradizioni autentiche siano manifestazioni diverse di una singola Verità.
Tra i temi trattati si trovano:
- Il simbolismo del centro, che rappresenta il punto di connessione tra il cielo e la terra e il fulcro dell'esperienza spirituale.
- Il simbolismo dei numeri, che Guénon considera una chiave per comprendere l'ordine cosmico.
- L'albero della vita e il simbolismo dell'asse del mondo, che rimandano all'idea di un principio universale che collega i mondi inferiori e superiori.
- Il ruolo degli animali sacri e delle figure mitiche come veicoli di significati spirituali profondi.

### Cinghiale
Il cinghiale, presso i Celti, simboleggiava l'autorità spirituale, rappresentando la casta dei druidi. Questa associazione evidenziava il suo ruolo primordiale e il suo legame con la tradizione celtica, considerata un punto di congiunzione tra la tradizione atlantidea e quella iperborea. La figura del cinghiale si ricollega alla tradizione indù, dove il cinghiale (varaha) rappresenta il terzo avatara di Vishnu e il ciclo di manifestazione del mondo, noto come Shweta-varaha-Kalpa. In questo contesto, la 'terra sacra' polare è chiamata Varahi, che riflette l'autorità spirituale primitiva e il simbolismo di protezione e nascosto legato ai centri spirituali. La tradizione celtica, dunque, non solo riflette valori spirituali, ma si inserisce in un contesto più ampio che attraversa culture e epoche.

### Orso
L'orso, in contrapposizione al cinghiale, rappresentava il potere temporale, incarnando la casta dei cavalieri. Questa figura è presente anche nella tradizione indù, dove il termine sanscrito per orso, "riksha", è linguisticamente identico a quello utilizzato in altre lingue, come il celtico "arth" e il latino "ursus". Simbolicamente, l'orso è associato a elementi di luce e di potere, evidenziando il suo ruolo nell'autorità temporale. Le due figure, cinghiale e orso, non sempre si trovano in opposizione, poiché rappresentano anche una relazione armonica tra spiritualità e potere, come evidenziato nella leggenda di Merlino e re Artù. Qui, Merlino, il druido, è paragonato al cinghiale, mentre Artù, il re, è legato all'orso, suggerendo una connessione tra i due simboli e le loro rispettive autorità, che originariamente erano unite in un principio comune.

## Importanza del simbolismo
Per Guénon, il simbolismo è la lingua della metafisica, e attraverso di esso è possibile accedere a livelli più alti di comprensione spirituale. I simboli non sono meri ornamenti o elementi decorativi, ma rappresentano veicoli di verità che trascendono il mondo fenomenico. Il simbolismo, in questa prospettiva, è un mezzo per connettersi a ciò che è eterno e immutabile.

## Influenza culturale
Simboli della Scienza Sacra ha avuto una grande influenza sul pensiero esoterico e tradizionalista, specialmente tra i seguaci di Guénon e altri autori legati al suo pensiero, come Ananda K. Coomaraswamy e Frithjof Schuon. L'opera ha anche contribuito a riscoprire l'importanza del simbolismo nelle religioni e nelle culture del mondo, e ha dato impulso a ulteriori studi nel campo della simbologia sacra.
In brani come L'era del cinghiale bianco o Centro di gravità permanente, Battiato fa riferimento a temi che richiamano tradizioni esoteriche e spirituali, includendo simboli come il cinghiale e temi di elevazione spirituale. L’era del cinghiale bianco, ad esempio, potrebbe alludere simbolicamente a un ciclo di risveglio e purificazione, in linea con le idee di trasformazione e rinascita che si possono trovare anche nelle tradizioni antiche menzionate nel testo di Guenon. Il suo interesse per la spiritualità e l’esoterismo fa sì che spesso i suoi lavori siano visti come un ponte tra la cultura pop e la filosofia occulta o mistica.

## Edizioni
- (FR) René Guénon, Symboles de la Science Sacrée, Éditions Gallimard, 1962.
- René Guénon, Simboli della Scienza Sacra, Adelphi, 2008, ISBN 9788845907647.